# 716-os busz
A 716-os jelzésű helyközi autóbusz Velence, vasúti megállóhely és Zichyújfalu, posta között közlekedik. A járatot a MÁV Személyszállítási Zrt. üzemelteti.

## Története
2019. július 1-jén a Velencei-tó környéki autóbuszvonalakon bevezették a háromjegyű vonalszámozást. A 716-os autóbusz Velence és Zichyújfalu között közlekedik Gárdony és Agárd érintésével.

## Megállóhelyei
| 716 (Velence, vasúti megállóhely – Gárdony – Zichyújfalu, posta) | 716 (Velence, vasúti megállóhely – Gárdony – Zichyújfalu, posta) | 716 (Velence, vasúti megállóhely – Gárdony – Zichyújfalu, posta) | 716 (Velence, vasúti megállóhely – Gárdony – Zichyújfalu, posta) | 716 (Velence, vasúti megállóhely – Gárdony – Zichyújfalu, posta) | 716 (Velence, vasúti megállóhely – Gárdony – Zichyújfalu, posta) | 716 (Velence, vasúti megállóhely – Gárdony – Zichyújfalu, posta) | 716 (Velence, vasúti megállóhely – Gárdony – Zichyújfalu, posta)                 |
| Perc (↓)                                                         | Perc (↓)                                                         | Perc (↓)                                                         | Megállóhely                                                      | Perc (↑)                                                         | Perc (↑)                                                         | Perc (↑)                                                         | Átszállási kapcsolatok                                                           |
| ---------------------------------------------------------------- | ---------------------------------------------------------------- | ---------------------------------------------------------------- | ---------------------------------------------------------------- | ---------------------------------------------------------------- | ---------------------------------------------------------------- | ---------------------------------------------------------------- | -------------------------------------------------------------------------------- |
| 0                                                                | ∫                                                                | ∫                                                                | Velence, vasúti megállóhely végállomás                           | ∫                                                                | ∫                                                                | 31                                                               | 707, 718, 747, 749, 757, 758 S30 G30 Z30 S34 S35 G43 gyorsvonat                  |
| 1                                                                | ∫                                                                | ∫                                                                | Velence, vasúti aluljáró*                                        | ∫                                                                | ∫                                                                | 30                                                               | 707, 718, 719, 747, 749, 750, 757, 758                                           |
| 2                                                                | ∫                                                                | ∫                                                                | Velence, Lidó                                                    | ∫                                                                | ∫                                                                | 29                                                               | 707, 718, 719, 747, 750, 757, 758, 759                                           |
| ∫                                                                | ∫                                                                | 0                                                                | Velence, Liget iskola végállomás                                 | 28                                                               | ∫                                                                | ∫                                                                | 707, 718, 719, 747, 750, 757, 758, 759                                           |
| 4                                                                | ∫                                                                | 1                                                                | Velence, Szakorvosi Rendelőintézet                               | 27                                                               | ∫                                                                | 27                                                               | 707, 719, 747, 750, 757, 758, 759                                                |
| ∫                                                                | 0                                                                | ∫                                                                | Gárdony, Kék Tó Étterem végállomás                               | ∫                                                                | 24                                                               | ∫                                                                | 707                                                                              |
| 8                                                                | 1                                                                | 5                                                                | Gárdony, vasútállomás                                            | 23                                                               | 23                                                               | 23                                                               | 707, 719, 747, 750, 757, 758, 759 S30 G30 Z30 S34 S35 G43 sebesvonat, gyorsvonat |
| 9                                                                | 2                                                                | 6                                                                | Gárdony, ALDI                                                    | 22                                                               | 22                                                               | 22                                                               | 707, 719, 747, 750, 757, 758, 759                                                |
| 11                                                               | 4                                                                | 8                                                                | Agárd, Nádas Étterem                                             | 20                                                               | 20                                                               | 20                                                               | 707, 719, 747, 750, 751, 757, 758, 759 S30 G30 Z30 S34 S35 G43 (Agárd)           |
| 12                                                               | 5                                                                | 9                                                                | Agárd, iskola                                                    | 19                                                               | 19                                                               | 19                                                               | 719, 747, 750, 751, 757, 758, 759                                                |
| 13                                                               | 6                                                                | 10                                                               | Agárd, Géza utca                                                 | 18                                                               | 18                                                               | 18                                                               | 707, 750, 751, 758, 759                                                          |
| 14                                                               | 7                                                                | 11                                                               | Agárd, múzeum                                                    | 17                                                               | 17                                                               | 17                                                               | 751                                                                              |
| 17                                                               | 10                                                               | 14                                                               | Gárdony, Pálmajor                                                | 14                                                               | 14                                                               | 14                                                               | 751                                                                              |
| 21                                                               | 14                                                               | 18                                                               | Csiribpuszta                                                     | 10                                                               | 10                                                               | 10                                                               | 751                                                                              |
| 28                                                               | 21                                                               | 25                                                               | Zichyújfalu, géptelep                                            | 4                                                                | 4                                                                | 4                                                                | 751                                                                              |
| 29                                                               | 22                                                               | 26                                                               | Zichyújfalu, Dózsa utca                                          | 3                                                                | 3                                                                | 3                                                                | 751                                                                              |
| 30                                                               | 23                                                               | 27                                                               | Zichyújfalu, kastély                                             | 2                                                                | 2                                                                | 2                                                                | 751                                                                              |
| 31                                                               | 24                                                               | 28                                                               | Zichyújfalu, templom                                             | 1                                                                | 1                                                                | 1                                                                | 751 S440 (Zichyújfalu)                                                           |
| 32                                                               | 25                                                               | 29                                                               | Zichyújfalu, posta végállomás                                    | 0                                                                | 0                                                                | 0                                                                | 751                                                                              |